# API do Windows
A Windows API, informalmente WinAPI, é um conjunto base de interfaces de programação (API) para o sistema operativo Microsoft Windows. Era anteriormente chamado Win32 API; contudo, a designação Windows API reflete com mais rigor as raízes do Windows de 16-bits e o suporte para o Windows de 64-bits. Quase todos os programas para Windows interagem com o Windows API; um pequeno número utiliza a Native API.